# Kościół św. Ludwika w Moskwie
Kościół św. Ludwika – jedna z dwóch katolickich świątyń w Moskwie znajdująca się na ulicy Mała Łubianka, w pobliżu siedziby FSB (poprzednio KGB). Kościół był czynny praktycznie przez cały czas istnienia ZSRR. Posiada status zabytku architektury Federacji Rosyjskiej. Działa przy nim szkółka niedzielna, ognisko Skautów Europy, a we wnętrzu są organizowane dobroczynne koncerty organowe.

## Historia
W 1789 roku zamieszkali w Moskwie Francuzi otrzymali zatwierdzone przez cesarzową Katarzynę II zezwolenie władz miejskich na budowę świątyni katolickiej. Niewielki drewniany kościół wybudowany na działce pomiędzy ulica Małą Łubianką i zaułkiem Miliutińskim został konsekrowany pod wezwaniem Świętego Ludwika 30 marca 1791.
W 1833 roku według projektu Aleksandra Osipowicza Gilardiego rozpoczęto trwającą dwa lata budowę nowego gmachu świątyni. Jego konsekracja odbyła się 17 czerwca 1849 roku – podaje to pamiątkowa marmurowa tablica w części ołtarzowej budynku.
Przy kościele istniały dwa gimnazja – męskie św. Filipa Neri i żeńskie św. Katarzyny, oraz przytułek św. Doroty.
W 1917 roku parafia liczyła 2700 osób. Wkrótce stała się ewenementem w powstałym w Rosji państwie wojującego ateizmu – jedną z dwóch czynnych nieprzerwanie przez cały czas istnienia ZSRR świątyń katolickich (drugą był kościół Matki Boskiej z Lourdes w Leningradzie).
Bezpośrednio po rewolucji październikowej świątynia wielokrotnie była pustoszona, poddawana rewizjom i przeszukaniom, w tym niszczącym wystrój i konstrukcje budowlane, a jej proboszcz został wydalony z Rosji. Zaopiekował się nią ojciec Piotr Zielinski z pobliskiego (trzeciego katolickiego w Moskwie) kościoła przy zaułku Miliutińskim. W 1926 w kościele św. Ludwika biskup Michel-Joseph Bourguignon d'Herbigny dokonał tajnej konsekracji m.in. asumpcjonisty (Congregatio Augustinianorum ab Assumptione) ojca Pie Eugène Joseph Neveu na biskupa i apostolskiego administratora Moskwy. Biskup Neveu był proboszczem kościoła do 1936, choć władze radzieckie natychmiast po ujawnieniu jego sakry zażądały opuszczenia Rosji, ale odstąpiły od tego po proteście ambasady francuskiej.
Kolejnym proboszczem – do 1945 roku – był ojciec Leopold Braun. Po kilku innych, od 1967 roku przez 23 lata kościołem i parafią zarządzał ojciec Stanisław Mażejko, który w momencie objęcia urzędu miał 63 lata. W posłudze pomagał mu diakon Piotr Prisiażny oraz ministrant Gienrich Urbanowicz.
W czasie rozpadu ZSRR w tym kościele 28 maja 1991 roku odbyło się uroczyste objęcie urzędu administratora apostolskiego katolików europejskiej części Rosji przez arcybiskupa Tadeusza Kondrusiewicza.
Obecnie proboszczem kościoła jest ojciec Adrian Masson, opiekujący się wiernymi swojej parafii oraz sąsiedniej św. apostołów Piotra i Pawła, której władze nie zwróciły świątyni przy zaułku Miliutińskim.

## Architektura
Świątynia jest zbudowana w stylu klasycyzmu na planie trójnawowej bazyliki – z wysoką nawą środkową. Wejście posiada kolumnadę z dwoma niewysokimi dzwonnicami, wkomponowanymi po bokach w bryłę budowli. W latach 90. XX wieku dokonano gruntownej restauracji wnętrza budowli. 
Nad ołtarzem głównym znajduje się obraz Przemienienia Pańskiego. Na ołtarzu bocznym w lewej nawie znajduje się posąg św. Ludwika, obok niego z lewa – Bernarda z Clairvaux, z prawa – Franciszka Salezego. Też w tej nawie znajdują się kolejne posągi Antoniego Padewskiego, Joanny d’Arc i Teresy z Lisieux. W bocznym prawym ołtarzu, poświęconym Bogurodzicy, znajduje się posąg Marii Dziewicy z Lourdes. Pod chórem wisi, długo uważany za zaginiony, XIX-wieczny obraz św. Jana Nepomucena, który dawniej znajdował się na ścianie prezbiterium. Ze starych witraży zachował się tylko jeden, z wizerunkiem św. Józefa.

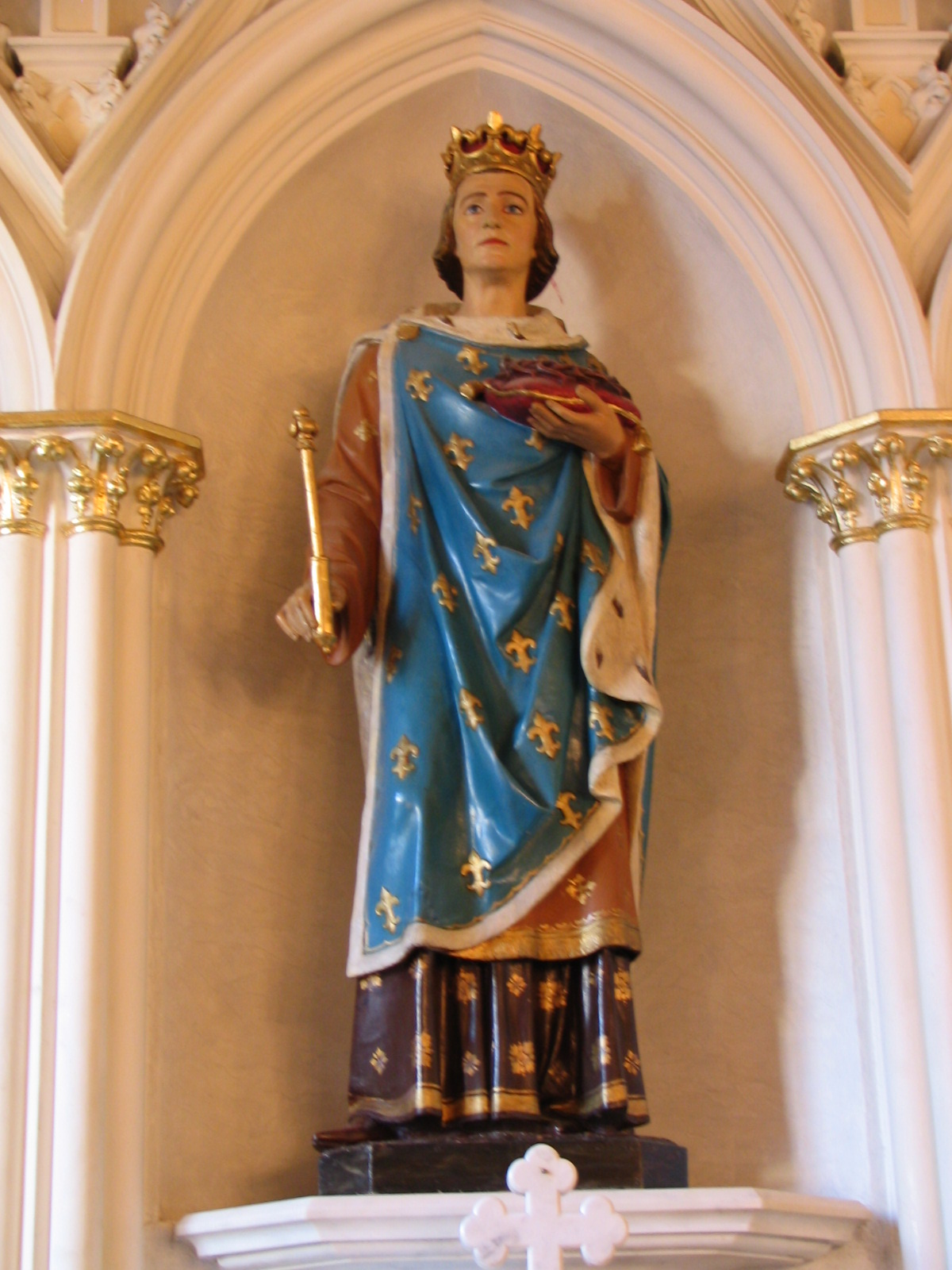
Posąg  św. Ludwika
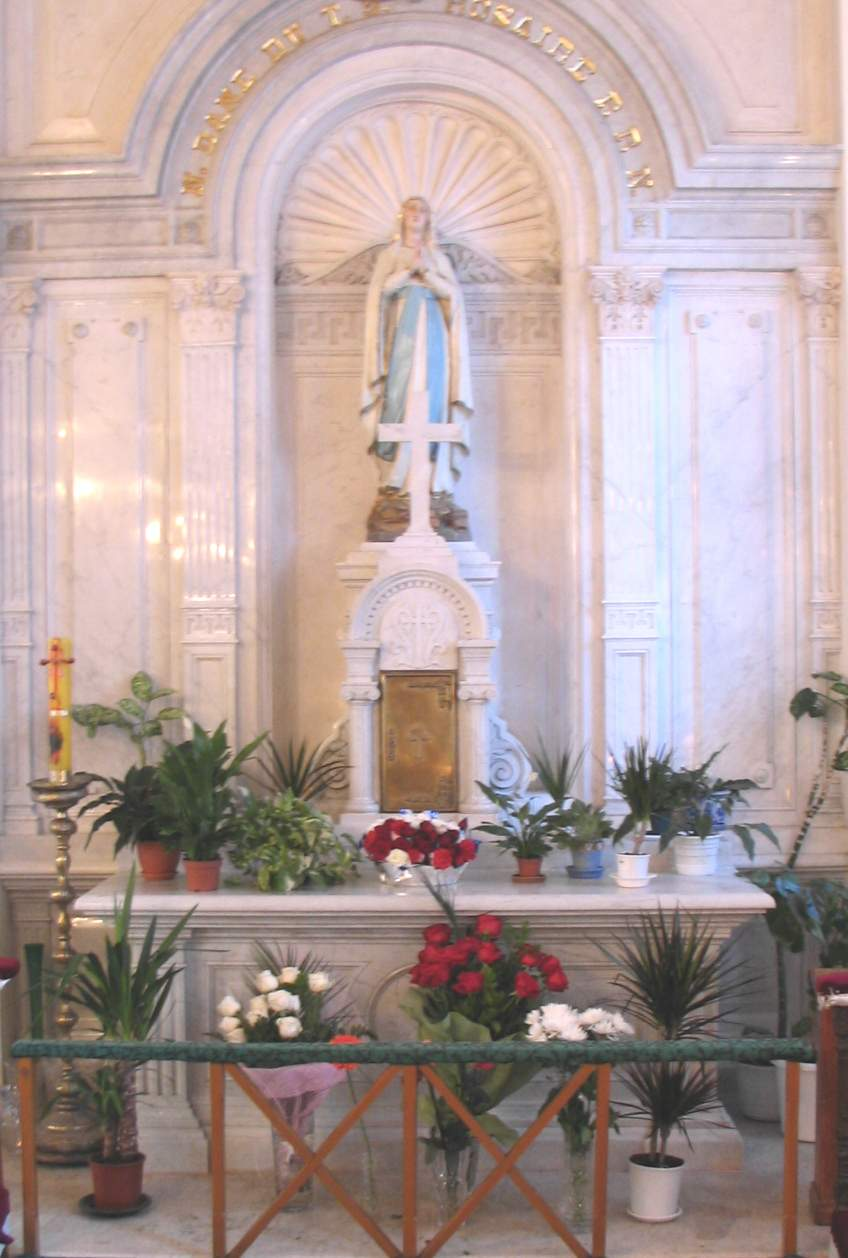
Boczny ołtarz Marii Dziewicy w prawej nawie
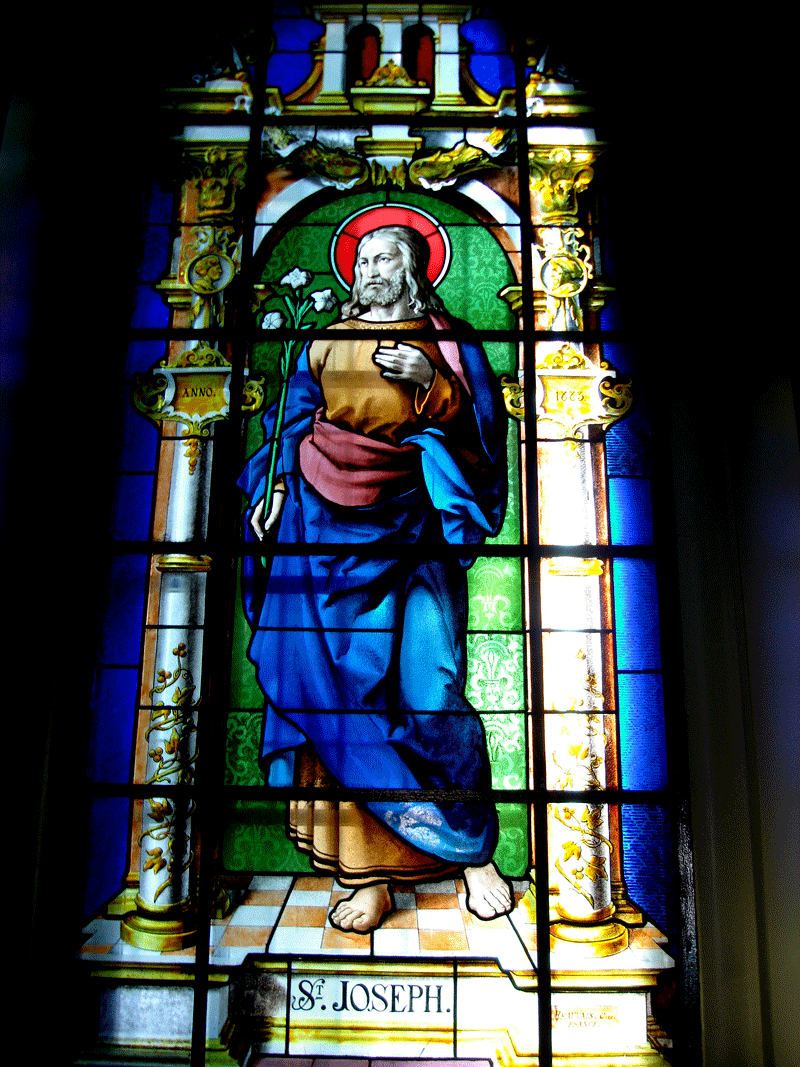
Witraż z wizerunkiem św. Józefa z 1883 roku